# Wilfried Weber
Wilfried Weber (* 5. Juli 1942 in Forchheim) ist ein deutscher Theologe, Soziologe und emeritierter Hochschullehrer. Er ist Gründer der Primum-Vivere Lateinamerikahilfe.

## Leben
Wilfried Weber studierte Theologie und Philosophie und wurde 1976 an der Universität Würzburg zum Dr. theol. promoviert. In München wurde er 1964 Mitglied der katholischen Studentenverbindung K.D.St.V. Vindelicia im CV und später in Würzburg der K.D.St.V. Gothia im CV. Er war später langjähriger Geschäftsführer der Industrie- und Handelskammer Frankfurt am Main.
Ab 1972 lehrte Weber an der theologischen Hochschule von La Ceja, Departamento de Antioquia, in Kolumbien. Später war er an mehreren Hochschulen in Asien, Lateinamerika und Europa tätig, zuletzt an der Universidad de Gran Colombia in Bogotá und seit 1998 mit einem Lehrauftrag für Sozialwissenschaften an der Fakultät für Soziale Arbeit der Katholischen Universität Eichstätt-Ingolstadt, nachdem er 1998 an der Universität Frankfurt am Main zum Dr. phil. promoviert wurde. Seine Forschungsgebiete sind: Ethik (Friedensproblematik, Wirtschafts- und Berufsethik), Lateinamerika, Theologie, Missiologie und Pastoraltheologie. Schwerpunkte seiner Arbeit in Lateinamerika sind Sozial- und Friedensarbeit.
Er gründete 2002 die Primum-Vivere Lateinamerikahilfe, einen gemeinnützigen, durch Spendengelder finanzierten Verein zur Förderung bedürftiger Menschen in Lateinamerika, vor allem in den Slums von Medellin und Bogotá. Weber selbst überwacht die Verwendung vor Ort und lebt seit 1972 mehrere Monate im Jahr in Südamerika. 2002 wurde seine Arbeit durch ein persönliches Schreiben des UNO-Hochkommissars für Friedensangelegenheiten Dank und Anerkennung ausgesprochen. In Medellin in Kolumbien ist er zudem für den Verein „Corporacion San José y Santos Angeles Custodios“ tätig.
Im Juni 2007 wurde er mit dem Bundesverdienstkreuz am Bande des Verdienstordens der Bundesrepublik Deutschland geehrt.
Wilfried Weber lebt in Berching.

## Schriften
- Weltreligionen – Eingottglaube. Verlag Traugott Bautz, Nordhausen 2004, ISBN 978-3-88309-197-6.
- Wilfried Weber, Imam Bilal Hodzic (Hrsg.): Unser Gott und euer Gott. Verlag Traugott Bautz, Nordhausen 2014, ISBN 978-3-88309-921-7.